# Peicinovo, Ruse
Peicinovo (în bulgară Пейчиново) este un sat în comuna Beala, regiunea Ruse,  Bulgaria. 

## Demografie
Componența etnică a satului Peicinovo
     Bulgari (97,29%)
     Romi (1,68%)
     Nicio identificare (1,01%)
     Altele (0%)
La recensământul din 2011, populația satului Peicinovo era de 296 locuitori. Din punct de vedere etnic, majoritatea locuitorilor (97,29%) erau bulgari, cu o minoritate de romi (1,68%). Pentru 1,01% din locuitori nu este cunoscută apartenența etnică.